# Maria do Carmo Piçarra
Maria do Carmo Piçarra Ramos (* 1970) ist eine Historikerin, Filmwissenschaftlerin und Autorin aus Portugal. Sie ist vor allem bekannt für ihre Arbeiten zum Kino der Portugiesischen Kolonialgeschichte, besonders den Propagandafilmen, sowohl im Unterhaltungsfilm als auch im Dokumentarfilm. Sie ist auch als Filmkritikerin und Journalistin tätig und gibt die 2013 gegründete portugiesische filmwissenschaftliche Zeitschrift Aniki - Revista Portuguesa da Imagem em Movimento (AIM) heraus.

## Leben
Piçarra studierte ab 1990 Kommunikationswissenschaften an der geisteswissenschaftlichen Fakultät der Neuen Universität Lissabon, der Faculdade de Ciências Sociais e Humanas da Universidade Nova de Lisboa (FCSH-UNL). Nach ihrem Abschluss 1994 und ihrem Master 2001–2004 promovierte sie dort 2013 mit ihrer 2008 begonnenen Arbeit über den kolonialen und propagandistischen Film. 1998 bis 1999 war sie stellvertretende Leiterin des portugiesischen Filminstituts Instituto do Cinema, Audiovisual e Multimédia (ICAM, heute ICA).
Als Postdoktorandin startete und leitete sie an der UNL zwischen 2013 und 2018 ein Forschungsprojekt zum Kolonialfilm in Portugal, Frankreich und England (‘Cinema Império’. Portugal, França e Inglaterra, representações do império no cinema”).
Ihr 2006 erschienenes Buch Salazar Vai ao Cinema - O “Jornal Português” De Actualidades Filmadas. über das Regime des portugiesischen Diktators Salazar und die portugiesische Wochenschau Jornal Português markierte ihren ersten Bucherfolg abseits wissenschaftlicher Fachveröffentlichungen. Es folgte eine Reihe weiterer Bücher, darunter Werke über die wegweisende anti-koloniale Filmregisseurin Sarah Maldoror, ein dreibändiges Werk über die Geschichte der angolanischen Filme, und Arbeiten zur Zensur, insbesondere zur Filmzensur des Estado-Novo-Regimes.
Als Stipendiantin der Stiftung Fundação Oriente forschte sie von 2018 bis 2020 zur Darstellung der portugiesischen Kolonien in Asien in den Filmarchiven (Representações da ‘Ásia Portuguesa’ nos Arquivos Fílmicos) und war Gast-Forscherin an der Pariser Sorbonne und der englischen University of Reading, daneben arbeitete sie für verschiedene Forschungsprojekte portugiesischer und internationaler Stiftungen, darunter die Aga-Khan-Stiftung (2018–2022) und die Gulbenkian-Stiftung (1999).
Sie kuratierte Filmzyklen insbesondere zum Kolonialfilm bei der Cinemateca Portuguesa, wo sie weiterhin Filmreihen mit anschließenden Diskussionsrunden organisiert. Seit 1999 war sie zudem Filmkritikerin bei der portugiesischen Ausgabe der französischen Filmzeitschrift Première, bis zu ihrer Einstellung in Portugal 2007.
Mehrmals lehrte sie als Assistenzprofessorin (ISCTE-Instituto Universitário de Lisboa 2012 und Autonome Universität Lissabon 2018) und als Gastprofessorin (Universidade Nova de Lisboa-UNL 2012/2013 und Universidade Lusófona de Humanidades e Tecnologias 2012), verlegte sich jedoch nicht stärker auf die Lehrtätigkeit.

## Werke (Auswahl)
- Salazar Vai ao Cinema - O “Jornal Português” De Actualidades Filmadas. Edições Minerva, Coimbra 2006 (ISBN 978-972-798-190-8)
- Angola: O Nascimento de Uma Nação, Volume III - O Cinema da Independência. Editora Guerra & Paz, Lissabon 2013 (ISBN 978-989-702-079-7), mit Jorge António
- Angola: O Nascimento de Uma Nação, Volume II - O Cinema da Libertação. Editora Guerra & Paz, Lissabon 2014 (ISBN 978-989-702-089-6), mit Jorge António
- Angola: O Nascimento de Uma Nação, Volume I - O Cinema do Império. Editora Guerra & Paz, Lissabon 2014 (ISBN 978-989-702-166-4), mit Jorge António
- O Cinema Ideal e a Casa da Imprensa. Editora Guerra & Paz, Lissabon 2014 (ISBN 978-989-702-106-0)
- Azuis Ultramarinos - Propaganda Colonial e Censura no Cinema do Estado Novo. Edições 70, Lissabon 2015 (ISBN 978-972-441-859-9)
- (Re)Imagining African Independence. Film, Visual Arts and the Fall of the Portuguese Empire. Peter-Lang-Verlag, Lausanne 2017, mit Teresa Castro
- Projectar a Ordem. Cinema do Povo e propaganda salazarista Editora Os Pássaros, Lissabon 2020 (ISBN 978-989-33-0744-1)
- Olhar de Maldoror - Singularidades de um cinema político. Edições Humus, Ribeirão 2022 (ISBN 978-989-755-758-3)
- Vento Leste - «Luso-orientalismo(s)» nos filmes da ditadura. Tinta da China, Lissabon 2023 (ISBN 978-989-671-790-2)
- Catembe - esse obscuro desejo de cinema. Tinta da China, Lissabon 2024 (ISBN 978-989-671-836-7)